# جيرارد روبنسون
جيرارد روبنسون (بالإنجليزية: Gerald Robinson)‏ هو سياسي أمريكي، ولد في 24 سبتمبر 1966 في بولدر في الولايات المتحدة. حزبياً، نشط في الحزب الجمهوري.